# Reprezentacja Hiszpanii w piłce nożnej kobiet
Reprezentacja Hiszpanii w piłce nożnej kobiet – oficjalna drużyna reprezentująca Hiszpanię w rozgrywkach piłki nożnej kobiet.

## Mistrzostwa Świata
| 1991 | Nie zakwalifikowała się    | Nie zakwalifikowała się    |
| 1995 | Nie zakwalifikowała się    | Nie zakwalifikowała się    |
| 1999 | Nie zakwalifikowała się    | Nie zakwalifikowała się    |
| 2003 | Nie zakwalifikowała się    | Nie zakwalifikowała się    |
| 2007 | Nie zakwalifikowała się    | Nie zakwalifikowała się    |
| 2011 | Nie zakwalifikowała się    | Nie zakwalifikowała się    |
| 2015 | Awans                      | Faza grupowa               |
| 2019 | Awans                      | 1/8 finału                 |
| 2023 | Awans                      | Mistrzostwo                |
| 2027 | Kwalifikacje do rozegrania | Kwalifikacje do rozegrania |
| 2031 | Kwalifikacje do rozegrania | Kwalifikacje do rozegrania |
| 2035 | Kwalifikacje do rozegrania | Kwalifikacje do rozegrania |

## Mistrzostwa Europy
| 1984 | Nie zakwalifikowała się | Nie zakwalifikowała się |
| 1987 | Nie zakwalifikowała się | Nie zakwalifikowała się |
| 1989 | Nie zakwalifikowała się | Nie zakwalifikowała się |
| 1991 | Nie zakwalifikowała się | Nie zakwalifikowała się |
| 1993 | Nie zakwalifikowała się | Nie zakwalifikowała się |
| 1995 | Nie zakwalifikowała się | Nie zakwalifikowała się |
| 1997 | Awans                   | Półfinał                |
| 2001 | Nie zakwalifikowała się | Nie zakwalifikowała się |
| 2005 | Nie zakwalifikowała się | Nie zakwalifikowała się |
| 2009 | Nie zakwalifikowała się | Nie zakwalifikowała się |
| 2013 | Awans                   | Ćwierćfinał             |
| 2017 | Awans                   | Ćwierćfinał             |
| 2022 | Awans                   | Ćwierćfinał             |
| 2025 | Awans                   |                         |

## Igrzyska olimpijskie
| 1996 | Nie zakwalifikowała się    | Nie zakwalifikowała się    |
| 2000 | Nie zakwalifikowała się    | Nie zakwalifikowała się    |
| 2004 | Nie zakwalifikowała się    | Nie zakwalifikowała się    |
| 2008 | Nie zakwalifikowała się    | Nie zakwalifikowała się    |
| 2012 | Nie zakwalifikowała się    | Nie zakwalifikowała się    |
| 2016 | Nie zakwalifikowała się    | Nie zakwalifikowała się    |
| 2020 | Nie zakwalifikowała się    | Nie zakwalifikowała się    |
| 2024 | Awans                      | IV miejsce                 |
| 2028 | Kwalifikacje do rozegrania | Kwalifikacje do rozegrania |
| 2032 | Kwalifikacje do rozegrania | Kwalifikacje do rozegrania |